# Bamseförlaget
Bamseförlaget AB (eg. Bamse Förlaget AB) grundades 1988 av Rune Andréasson med familj i Viken, Höganäs kommun 1988. Bamseförlaget är sedan 2004 förlagt till Center Syd i Löddeköpinge. Förlaget förvaltar rättigheterna till Rune Andréassons serietidning Bamse. Åren 1988–1990 var förlaget även utgivare av serietidningen Bamse. Egmont stod 2006 för 78 procent av företagets omsättning. Runes son Ola Andréasson, förebild för figuren Ola Grävling, är Bamseförlagets VD.